# برادران المسابکی
برادران المسابکی (عربی: الأخوة المسابكيين) (عبد المثی ماسابکی، فرانسیس ماسابکی، روفیل ماسابکی) سه برادر مقدس مارونیستی از دمشق هستند که در حین دعا توسط مسلمانان در حوادث ۱۸۶۰ در داخل کلیسای فرانسیسکن در دمشق کشته شدند. پاپ پیوس یازدهم آنها را در سال ۱۹۲۶ بعنوان قدیس اعلام کرد.